# Rafael Alfonso Escudero López-Brea
Rafael Alfonso Escudero López-Brea (* 4. April 1962 in Quintanar de la Orden) ist ein spanischer Priester und Prälat von Moyobamba.

## Leben
Der Erzbischof von Toledo, Marcelo Kardinal González Martín, weihte ihn am 9. Juli 1989 zum Priester. Papst Benedikt XVI. ernannte ihn am 8. Juli 2006 zum Koadjutorprälaten von Moyobamba.
Die Bischofsweihe spendete ihm der Erzbischof von Toledo, Antonio Kardinal Cañizares Llovera, am 26. August desselben Jahres; Mitkonsekratoren waren Rino Passigato, Apostolischer Nuntius in Peru, und José Ramón Santos Iztueta Mendizábal CP, Prälat von Moyobamba.
Nach der Emeritierung José Ramón Santos Iztueta Mendizábals CP folgte er ihm am 21. Juli 2007 als Prälat von Moyobamba nach.